# Миро III (граф Сердани)
Миро́ Бонфиль (кат. Miró Bonfill; умер 22 января 984) — граф Бесалу (под именем Миро II; 968—984), граф-соправитель Сердани и Конфлана (под именем Миро III; 968—984), епископ Жироны (970—984). Младший сын графа Миро II и Авы, представитель Барселонской династии.

## Биография
После смерти Миро II в 927 году его владения были разделены между его старшими сыновьями: Сунифред II получил Сердань и Конфлан, Вифред II — Бесалу. Младшие сыновья, Олиба Кабрета и Миро Бонфиль, остались без владений. Так как сыновья Миро II были ещё несовершеннолетними, управление всеми графствами взяла на себя Ава, регентство которой продолжалось до 941 года. В 953 году Олиба Кабрета стал графом-соправителем Сунифреда II в Сердани.
Для самого младшего из братьев, Миро Бонфиля, родителями была избрана духовная карьера. Неизвестно точно, был он пострижен в монахи или нет. В хартии от 941 года он назван левитом, что, как предполагают историки, является обозначением одного из младших священнических санов, вероятно, сана диакона. В 957 году Миро был посвящён в архидиаконы. После смерти в 968 году графа Сунифреда II его наследником в Сердани и Конфлане стал Олиба Кабрета, в то время как Миро, несмотря на духовный сан, получил в управление графство Бесалу с округами Валеспир и Рипольес, а также был признан своим старшим братом графом-соправителем и его владений. Граф Миро III находился в подчинённом положении, относительно Олибы Кабреты, и признавал над собой его верховную власть, называя в документах брата seniore meo (мой господин) и fratris (отец). После смерти 17 апреля 970 года епископа Арнульфо, Миро Бонфиль был избран главой Жиронской епархии, при этом сохранив и все свои светские владения.
Возглавивший одну из крупнейших епархий Каталонии, Миро Бонфиль пользовался уважением и доверием каталонских правителей: уже в 971 году он по просьбе графа Барселоны Борреля II возглавил посольство, направленное к халифу ал-Хакаму II, и заключил новый торговый договор между Барселоной и Кордовой. Занимая епископскую кафедру Жироны, Миро сделал очень много для развития каталонских церквей и монастырей: он выдал им множество дарственных хартий, при его поддержке был построен целый ряд храмов, сам он основал несколько монастырей. Из событий времени епископства Миро Бонфиля наиболее значительными были повторное освящение монастырей Сан-Мигель-де-Кюкса (30 сентября 974), проведённое Миро в присутствии нескольких каталонских и лангедокских епископов, и Санта-Мария-де-Риполь (15 ноября 977), а также освящение двух основанных им вместе с Олибой Кабретой монастырей, Санта-Мария-де-Серратеш (7 октября 977) и Сан-Пере-де-Бесалу (24 ноября 977). При епископе Миро в Жиронской епархии произошло обретение мощей святых Феликса Африканского и Наркисса Жиронского. Из хартии, данной епископом Жироны в 979 году, известно о его конфликте с графом Барселоны Боррелем II, который намеревался силой свергнуть Миро с кафедры. Ни причины конфликта, ни то, почему уже собравший войско граф так и не осуществил задуманного, историкам неизвестны.

Каталонские графства в IX—XII веках.

Миро Бонфиль за время своего нахождения во главе Жиронской епархии совершил три паломничества в Рим, во время которых завязал дружественные отношения с папой римским Бенедиктом VII. Во время первой поездки, совершённой в 979 году, Миро получил от папы иммунную грамоту для монастыря Сан-Пере-де-Бесалу, который, с согласия графа Олибы Кабреты, был передан епископом под юрисдикцию папы римского. Во время своей второй поездки в Рим в 981 году Миро Бонфиль участвовал в синоде в Латеране, состоявшемся 10—11 сентября под председательством императора Оттона II Рыжего, на котором были приняты меры по борьбе с симонией и одобрено решение о ликвидации Мерзебургской епархии. В 983 году Миро вновь побывал в Италии, где посетил монастырь Боббио.
Миро Бонфиль умер 22 января 984 года и был похоронен в монастыре Санта-Мария-де-Риполь. Его преемником в Бесалу стал его брат Олиба Кабрета, который таким образом вновь соединил в своих руках все три графства — Сердань, Конфлан и Бесалу. Новым епископом Жироны был избран Готмар III.
Получив прекрасное образование, Миро Бонфиль был одним из образованнейших людей христианской Испании X века: он писал на классической латыни речи и стихи, не только религиозного, но и светского характера, знал греческий язык, поддерживал тесные связи с Гербертом Орильякским, когда тот находился на обучении в Испании, а также оказал значительное влияние на формирование мировоззрения своего племянника, аббата Олибы, который считал Миро одним из выдающихся людей своего времени.